# Ben Stein
Benjamin Jeremy "Ben" Stein, född 25 november 1944 i Washington, D.C., är en amerikansk åklagare, konservativ politisk medarbetare, skådespelare och TV-programledare.

## Biografi
Under sin tidiga karriär var han talskrivare i Vita huset för presidenterna Richard Nixon och Gerald Ford. Han började senare i nöjesindustrin. Hans genombrott kom i Fira med Ferris (1986). I filmen har han den välkända repliken "Bueller?...Bueller?".
I dokumentärfilmen Expelled: No Intelligence Allowed (2008) försvarar Stein intelligent design (ID) som alternativ till evolutionsteorin, som han ser som darwinism, och som sådan medansvarig till att Förintelsen kunde äga rum. Stein argumenterar vidare för att orsaken till att ID inte är en erkänd teori är bristande intellektuell frihet.
I oktober 2016 uppmanade han den republikanske presidentkandidaten Donald Trump att träda tillbaka till förmån för vicepresidentkandidaten Mike Pence.

## Filmografi i urval
- 1986 – Fira med Ferris
- 1987 – Raka spåret till Chicago
- 1989 – Ghostbusters 2
- 1991 – Älsklingsfiende
- 1992 – Smekmånad i Las Vegas
- 1993 – Dennis
- 1993 – Dave
- 1994 – The Mask
- 1994 – Richie Rich
- 1994 – Min tjej 2
- 1994 – Snacka om rackartyg
- 1996 – Casper
- 2004–2008 – Fairly Odd Parents (TV-serie) (röst, sju avsnitt)
- 2001 – Osmosis Jones (ej krediterad)
- 2005 – Maskens återkomst
- 2008 – Expelled: No Intelligence Allowed (dokumentär; manusförfattare och värd)
- 2018 – The Last Sharknado: It's About Time